# Атис Сильвий
Атис Сильвий (лат. Atys Silvius) — мифический царь Альба-Лонги, наиболее поздний персонаж, включённый в царский список. Был предназначен для прославления рода Атиев, находившегося в родстве с правящей династией Юлиев-Клавдиев.

## Биография
Согласно преданию, Альба-Лонга была основана Асканием как колония Лавиния. Город был столицей Латинского союза и важным религиозным центром. Альбой-Лонгой правили цари из рода Сильвиев, потомки брата или сына Аскания. Из этой династии, по материнской линии, происходили близнецы Ромул и Рем — основатели Рима. Французский историк XVIII века Луи де Бофор первым высказал мнение об искусственности списка. Эта гипотеза была поддержана последующими учёными и остаётся общепризнанной. Считается, что список служил для заполнения трёхсотлетней лакуны между падением Трои и основанием Рима. Археологические открытия XX века позволяют судить, что список был сформирован Квинтом Фабием Пиктором или кем-то из его предшественников. По мнению антиковеда Александра Грандаззи, первоначальный список был создан в середине IV века до н. э.
Атис Сильвий в римской мифологии был потомком Энея и шестым царём Альба-Лонги. Он наследовал своему отцу Альбе Сильвию. Преемником Атиса стал его сын Капис Сильвий. Согласно Дионисию Галикарнасскому, Атис Сильвий правил в течение 26 лет. Антиковед Роланд Ларош отмечал, что правления четырёх царей, Атиса, Каписа, Капета и Тиберина, суммарно длились 75 лет, что составляет ровно два с половиной поколения по тридцать лет.

## Этимология имени
В источниках разнятся имена шестого царя Альбы-Лонги. Из древних авторов Атисом Сильвием его называет только Тит Ливий. Диодор Сицилийский, Овидий, Евсевий и «Первый Ватиканский мифограф» называют его Эпитом. У Иеронима, Георгия Синкелла и в хронике «Chronographeion Syntomon» — Египт. «Хронограф 354 года» называет его Аппием, а Дионисий Галикарнасский — Капетом.
Уильям Смит считал, что именно от Атия Сильвия выводил своё происхождение плебейский род Атиев, из которого происходила мать Октавиана Августа. Конрад Трибер предположил, что имя Атиса Сильвия возникло во время правления императора, чтобы повысить престиж рода его матери. Другим подобным примером прославления было включение Вергилием в текст «Энеиды» упоминания о другом Атисе — друге Аскания и прародителя Атиев. Александр Грандаззи, принимая версию Трибера, предположил, что Атис Сильвий был наиболее поздним правителем, включённым в альбанский царский список. Легендарные предки Атиев могли возникнуть в ответ на пропаганду Марка Антония, высмеивавшего незнатность предков Августа по материнской линии.
Доминик Брикель считал образ Атиса Сильвия плодом «кипучего воображения придворных» и называл его творцом Марка Веррия Флакка. Александр Грандаззи, не отрицая версию Брикеля, предполагал, что автором также мог быть Гай Юлий Гигин. Отмечая, что обе версии не являются взаимоисключающими.
Робин Хард связывал имя Атиса Сильвия с одноимёнными представителями лидийского царского дома, а через них — и с фригийским богом Аттисом.

## Эпит Сильвий
Во многих источниках вместо Атиса Сильвия говорится об Эпите Сильвии или же Египте Сильвии. Александр Грандаззи называет его заменой или предшественником Атиса Сильвия. Имя Эпит является аллюзией на «Иллиаду»: так звали отца Перифанта, глашатая отца Энея — Анхиза. Отмечается, что Вергилий также включил в свою поэму персонажа с именем Эпит: так звали одного из соратников Энея. Встречаемый в поздних источниках вариант Египт считается аберрацией имени Эпит.
Александр Грандаззи предполагал, что использование в альбанском царском списке имён Эней, Асканий, Капис и Эпит не основывается только на упоминании в «Иллиаде». Он предполагал существование некой легендарной традиции в западных греческих колониях, где фигурируют данные герои. Эту традицию также мог использовать Вергилий, который включил в «Энеиду» всех данных персонажей.